# Alkylethersulfate

Beispiel: Strukturformel von Natriumdodecylpoly(oxyethylen)sulfat

Alkylethersulfate (oft auch Alkylpolyethersulfate oder Fettalkoholpolyglycolethersulfate genannt, verkürzt auch als Ethersulfate bezeichnet) sind in Form ihrer Salze anionische Tenside, die in vielen Reinigungsmitteln, Shampoos und Kosmetika verwendet werden.
Strukturell weisen sie eine lipophile Alkylgruppe und einen hydrophilen Bereich auf, der sich aus den polaren Ethergruppen und dem chemisch gebundenen Sulfat-Anion zusammensetzt. Diese physikalischen Eigenschaften machen diese Verbindungen zu Tensiden und erlauben ihnen Fette und Öle zu emulgieren. Sie sind gegen hartes Wasser wenig empfindlich und biologisch gut abbaubar. Ein Beispiel ist Natriumdodecylpoly(oxyethylen)sulfat (Natriumlaurylethersulfat, SLES), das als starker Schaumbildner und Fettlöser eingesetzt wird.
Alkylethersulfate (Fettalkoholpolyglycolethersulfate) werden aus Fettalkoholen oder synthetischen Alkoholen mit meist 12 bis 14 C-Atomen hergestellt, welche zunächst mit einem Epoxid, meist Ethylenoxid, umgesetzt werden. Die Anzahl der Ethergruppen liegt üblicherweise zwischen eins und fünf. Anschließend wird der Ether mit Schwefeltrioxid zum Ester umgesetzt, wobei ein Schwefelsäuremonoester entsteht. Die Säure kann mit einer beliebigen basischen Alkalilauge oder Ammoniak zum Salz umgesetzt werden.